# Palermo Football Club e nazionali di calcio

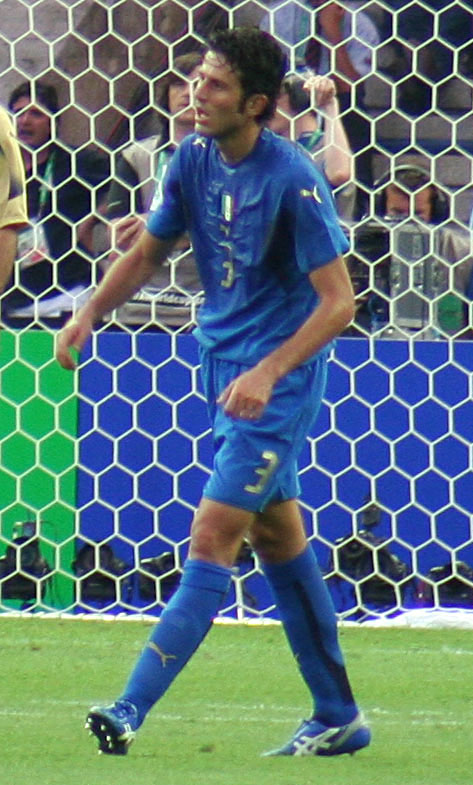
Fabio Grosso durante la finale del campionato mondiale di calcio 2006 contro la

In questa voce sono raccolte storia e statistiche del legame tra il Palermo Football Club e le Nazionali di calcio.

## Storia
Tra le squadre italiane il Palermo si posiziona all'ottavo posto assoluto per numero di calciatori campioni del mondo. I calciatori che hanno conquistato il titolo di campione del mondo militando nel Palermo sono quattro, tutti nell'edizione del 2006 vinta dall'Italia, ossia Simone Barone, Andrea Barzagli, Fabio Grosso e Cristian Zaccardo. Tra costoro particolarmente significativo fu il contributo alla vittoria azzurra dato da Fabio Grosso: suoi furono il rigore decisivo procurato agli ottavi di finale contro l'Australia, il gol che ai supplementari sbloccò la semifinale contro i padroni di casa della Germania e il tiro dal dischetto che consegnò il titolo all'Italia in finale contro la Francia. Inoltre, prima o dopo l'anno di vittoria del titolo iridato, hanno vestito la maglia rosanero altri campioni del mondo: l'uruguaiano Héctor Scarone, gli italiani Franco Causio, Marco Amelia, Alberto Gilardino e Luca Toni (ceduto dal Palermo alla Fiorentina l'anno prima del mondiale del 2006) e infine l'argentino Paulo Dybala.
In totale sono stati 17 i giocatori convocati nella nazionale maggiore italiana, per un totale di 128 presenze e 9 reti segnate; questo posiziona il Palermo al quindicesimo posto della classifica dei club italiani che hanno fornito più calciatori agli azzurri. Il primo giocatore rosanero a vestire la maglia della nazionale maggiore è stato Aredio Gimona, in campo nella partita contro la Svezia del 1951, mentre il primo a disputare una partita del mondiale di calcio è stato il portiere azzurro Carlo Mattrel in Cile nel 1962, scendendo in campo nella famigerata Battaglia di Santiago. Il calciatore più presente in nazionale militando nel Palermo è Andrea Barzagli con 23 presenze, mentre il miglior marcatore è Aredio Gimona con 3 gol. Tra i piazzamenti degni di nota dei rosanero con l'Italia ci sono il secondo posto di Federico Balzaretti al campionato d'Europa 2012 ed il bronzo olimpico di Andrea Barzagli e Andrea Gasbarroni ad Atene 2004.
Per quanto riguarda le nazionali straniere, il miglior piazzamento in un mondiale è stato il quarto posto dell'uruguaiano Edinson Cavani al campionato del mondo 2010 in Sudafrica. Tra i calciatori con trofei vinti con le rispettive nazionali maggiori militando in rosanero si distingue un altro uruguaiano, Abel Hernández, vincitore della Copa América 2011. Inoltre, l'argentino Mariano González ha vinto l'oro olimpico ad Atene 2004. Per finire, nel 2015 lo svedese Robin Quaison si è aggiudicato l'Europeo Under-21.
In totale sono 22 le nazionali UEFA — esclusa la nazionale italiana — nelle quali ha avuto minutaggio un calciatore militante nel Palermo.
La nazionale che conta più presenze di giocatori rosanero è quella della Slovenia, con 52 presenze, seguita dalla Macedonia del Nord con 51. Il calciatore più presente è il macedone Aleksandar Trajkovski, tra le altre cose autore del gol che ha eliminato l'Italia dagli spareggi del mondiale 2022 in una partita disputata proprio allo Stadio Renzo Barbera di Palermo. Mato Jajalo è l'unico calciatore ad aver giocato per due differenti nazionali, la Croazia e la Bosnia ed Erzegovina.
Per quanto riguarda le nazionali appartenenti ad altre confederazioni, si contano 17 selezioni calcistiche differenti (5 appartenenti alla CONMEBOL, 7 alla CAF, 3 alla CONCACAF e 2 alla AFC). La nazionale che conta il maggior numero di presenze è l'Uruguay. Il calciatore più presente è l'australiano Mark Bresciano.
Sono quattro le nazionali ad aver vinto il campionato mondiale di calcio nelle quali giocatori del Palermo hanno disputato almeno una partita: Argentina, Brasile, Italia e Uruguay.

## Record

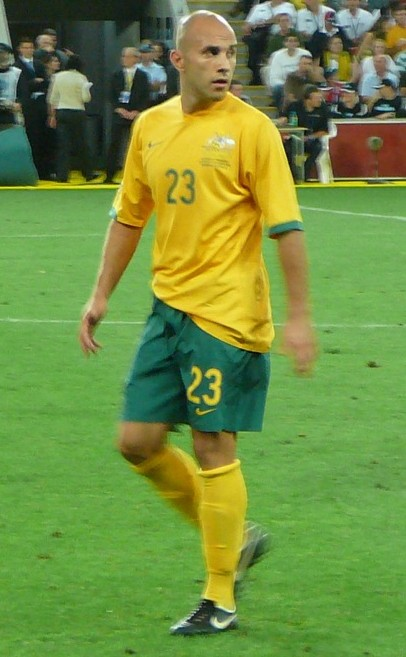
Mark Bresciano con la maglia della Nazionale australiana

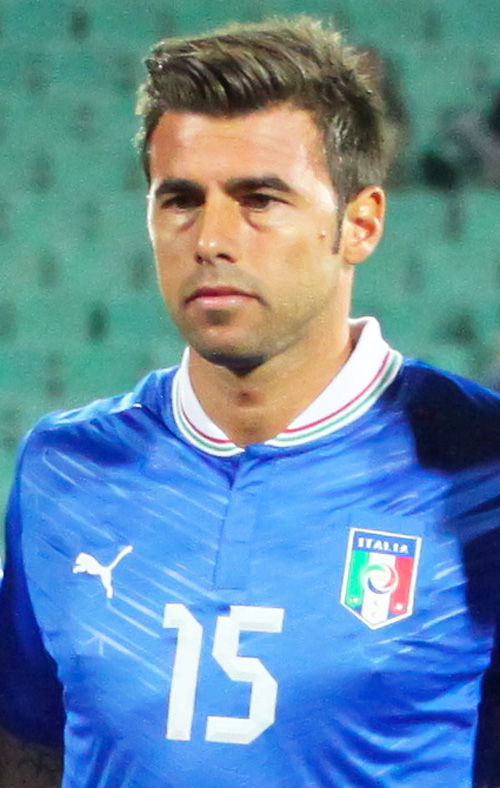
Andrea Barzagli in maglia azzurra

### Totale
Di seguito i record dei calciatori del Palermo con le corrispondenti Nazionali di calcio.
| Presenze - 29 Mark Bresciano - 28 Aleksandar Trajkovski - 23 Andrea Barzagli - 23 Ilija Nestorovski - 21 Josip Iličić | Reti - 11 Aleksandar Trajkovski - 7 Abel Hernández - 7 Ilija Nestorovski - 4 Mark Bresciano - 4 George Pușcaș |

### Italia
Di seguito i record dei calciatori del Palermo con la Nazionale di calcio dell'Italia.
| Presenze - 23 Andrea Barzagli - 20 Fabio Grosso - 17 Cristian Zaccardo - 14 Simone Barone - 12 Federico Balzaretti | Reti - 3 Aredio Gimona - 2 Luca Toni - 2 Fabio Grosso - 1 Simone Barone - 1 Cristian Zaccardo |

### Primati
Di seguito alcuni primati relativi al rapporto tra Palermo F.C. e Nazionali di calcio.
- Primo calciatore a giocare in una Nazionale:  Aredio Gimona (Italia-Svezia, 11-11-1951)
- Primo calciatore a segnare in una Nazionale:  Aredio Gimona (Stati Uniti-Italia, 16-7-1952)
- Primo calciatore convocato per un Mondiale:  Carlo Mattrel (Cile 1962)
- Primo calciatore sceso in campo in un Mondiale:  Carlo Mattrel (Cile-Italia, 2-6-1962)
- Primo calciatore a segnare in un Mondiale:  Fabio Grosso (Germania-Italia, 4-7-2006)
- Calciatori con più presenze ai Mondiali:  Fabio Grosso (Germania 2006),  Edinson Cavani (Sudafrica 2010)
- Numero massimo di calciatori convocati a un Mondiale: 4 (Germania 2006 e Sudafrica 2010)
- Autore del record di gol in una partita:  Abel Hernández (4 gol in Uruguay-Tahiti, 23-6-2013)
- Autori di triplette:  Aredio Gimona,  Aleksandar Trajkovski
- Calciatore con più presenze in area UEFA:  Aleksandar Trajkovski
- Calciatore con più presenze in area CONMEBOL:  Edinson Cavani
- Calciatore con più presenze in area CONCACAF:  Giancarlo González
- Calciatore con più presenze in area CAF:  Achraf Lazaar
- Calciatore con più presenze in area AFC:  Mark Bresciano

## Vincitori di titoli

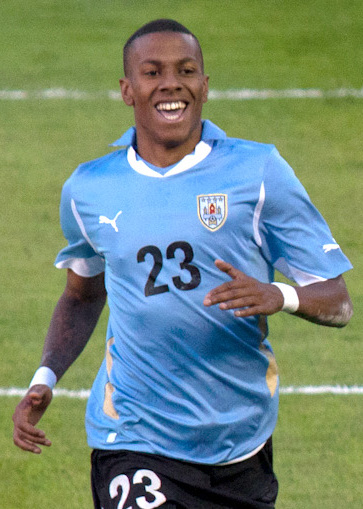
Abel Hernández, vincitore della Copa América 2011

Campioni del mondo
- Simone Barone (Germania 2006)
- Andrea Barzagli (Germania 2006)
- Fabio Grosso (Germania 2006)
- Cristian Zaccardo (Germania 2006)

Vincitori della Copa América
- Abel Hernández (Argentina 2011)

Vincitori della CONCACAF Nations League
- Kristoffer Lund (USA 2023-2024)

Vincitori del Campionato d'Europa Under-21
- Robin Quaison (Repubblica Ceca 2015)

Medaglie al torneo olimpico
- Mariano González (Atene 2004) (oro)
- Andrea Barzagli (Atene 2004) (bronzo)
- Andrea Gasbarroni (Atene 2004) (bronzo)

## Competizioni internazionali
Di seguito l'elenco dei calciatori del Palermo convocati per le fasi finali delle principali competizioni internazionali, comprese le Olimpiadi.
| Competizione                      | Calciatori                                                   |
| Olimpiadi 1952                    | Aredio Gimona                                                |
| Mondiale 1962                     | Carlo Mattrel                                                |
| Copa América 2004                 | Mariano González                                             |
| Olimpiadi 2004                    | Mariano González Andrea Barzagli Andrea Gasbarroni           |
| Confederations Cup 2005           | Mario Santana                                                |
| Coppa delle nazioni africane 2006 | Stephen Makinwa                                              |
| Mondiale 2006                     | Simone Barone Andrea Barzagli Fabio Grosso Cristian Zaccardo |
| Coppa d'Asia 2007                 | Mark Bresciano                                               |
| Europeo 2008                      | Andrea Barzagli                                              |
| Olimpiadi 2008                    | Antonio Nocerino                                             |
| Confederations Cup 2009           | Marco Amelia                                                 |
| Mondiale 2010                     | Javier Pastore Mark Bresciano Simon Kjær Edinson Cavani      |
| Copa América 2011                 | Javier Pastore Abel Hernández                                |
| Europeo 2012                      | Alexandros Tzorvas Federico Balzaretti                       |
| Olimpiadi 2012                    | Egidio Arévalo Abel Hernández Michel Morganella              |
| Confederations Cup 2013           | Egidio Arévalo Abel Hernández                                |
| Mondiale 2014                     | Abel Hernández                                               |
| Gold Cup 2015                     | Giancarlo González                                           |
| Europeo 2016                      | Thiago Cionek Oscar Hiljemark                                |
| Olimpiadi 2016                    | Robin Quaison                                                |
| Europeo 2024                      | Ionuț Nedelcearu                                             |
| Copa América 2024                 | Kristoffer Lund                                              |

## Elenco completo
In grassetto sono evidenziati i giocatori attualmente in rosa al Palermo.
Lista aggiornata al giorno 10 giugno 2025
|    | Giocatore             | Presenze           | Gol | Nazionale            | Confederazione |
| -- | --------------------- | ------------------ | --- | -------------------- | -------------- |
| 1  | Mark Bresciano        | 29                 | 4   | Australia            | AFC            |
| 2  | Aleksandar Trajkovski | 28                 | 11  | Macedonia del Nord   | UEFA           |
| 3  | Andrea Barzagli       | 23                 | 0   | Italia               | UEFA           |
| 3  | Ilija Nestorovski     | 23                 | 7   | Macedonia del Nord   | UEFA           |
| 5  | Josip Iličić          | 21                 | 0   | Slovenia             | UEFA           |
| 6  | Fabio Grosso          | 20                 | 2   | Italia               | UEFA           |
| 6  | Edinson Cavani        | 20                 | 3   | Uruguay              | CONMEBOL       |
| 8  | Ivaylo Chochev        | 18                 | 3   | Bulgaria             | UEFA           |
| 9  | Cristian Zaccardo     | 17                 | 1   | Italia               | UEFA           |
| 9  | Giancarlo González    | 17                 | 0   | Costa Rica           | CONCACAF       |
| 11 | Achraf Lazaar         | 16                 | 0   | Marocco              | CAF            |
| 11 | Haitam Aleesami       | 16                 | 0   | Norvegia             | UEFA           |
| 13 | Simone Barone         | 14                 | 1   | Italia               | UEFA           |
| 13 | Abel Hernández        | 14                 | 7   | Uruguay              | CONMEBOL       |
| 15 | Federico Balzaretti   | 12                 | 0   | Italia               | UEFA           |
| 15 | Egidio Arévalo        | 12                 | 0   | Uruguay              | CONMEBOL       |
| 15 | Thiago Cionek         | 12                 | 0   | Polonia              | UEFA           |
| 18 | Boško Janković        | 11                 | 2   | Serbia               | UEFA           |
| 18 | Simon Kjær            | 11                 | 0   | Danimarca            | UEFA           |
| 18 | Javier Pastore        | 11                 | 0   | Argentina            | CONMEBOL       |
| 21 | Luca Toni             | 10                 | 2   | Italia               | UEFA           |
| 21 | Dorin Goian           | 10                 | 0   | Romania              | UEFA           |
| 23 | Jasmin Kurtić         | 9                  | 0   | Slovenia             | UEFA           |
| 23 | Oscar Hiljemark       | 9                  | 1   | Svezia               | UEFA           |
| 23 | Aljaž Struna          | 9                  | 0   | Slovenia             | UEFA           |
| 26 | Mattia Cassani        | 8                  | 0   | Italia               | UEFA           |
| 26 | Armin Bačinović       | 8                  | 0   | Slovenia             | UEFA           |
| 26 | Steve von Bergen      | 8                  | 0   | Svizzera             | UEFA           |
| 29 | Mario Santana         | 7                  | 1   | Argentina            | CONMEBOL       |
| 29 | Mato Jajalo           | 7                  | 0   | Bosnia ed Erzegovina | UEFA           |
| 29 | Kristoffer Lund       | 7                  | 0   | Stati Uniti          | CONCACAF       |
| 32 | Stephen Makinwa       | 6                  | 0   | Nigeria              | CAF            |
| 32 | Levan Mchedlidze      | 6                  | 0   | Georgia              | UEFA           |
| 32 | Eran Zahavi           | 6                  | 0   | Israele              | UEFA           |
| 32 | George Pușcaș         | 6                  | 4   | Romania              | UEFA           |
| 32 | Ionuț Nedelcearu      | 6                  | 0   | Romania              | UEFA           |
| 32 | Salim Diakité         | 6                  | 0   | Mali                 | CAF            |
| 38 | Paul Codrea           | 5                  | 0   | Romania              | UEFA           |
| 38 | Antonio Nocerino      | 5                  | 0   | Italia               | UEFA           |
| 38 | Samir Ujkani          | 5                  | 0   | Albania              | UEFA           |
| 38 | Siniša Anđelković     | 5                  | 0   | Slovenia             | UEFA           |
| 38 | Dario Šarić           | 5                  | 0   | Bosnia ed Erzegovina | UEFA           |
| 43 | Radosław Matusiak     | 4                  | 1   | Polonia              | UEFA           |
| 43 | Joel Pohjanpalo       | 4                  | 2   | Finlandia            | UEFA           |
| 45 | Kewullay Conteh       | 3+ dati incompleti | 1   | Sierra Leone         | CAF            |
| 45 | Aredio Gimona         | 3                  | 3   | Italia               | UEFA           |
| 45 | David Di Michele      | 3                  | 0   | Italia               | UEFA           |
| 45 | Marco Amelia          | 3                  | 0   | Italia               | UEFA           |
| 45 | Alexandros Tzorvas    | 3                  | 0   | Grecia               | UEFA           |
| 50 | Metin Oktay           | 2                  | 2   | Turchia              | UEFA           |
| 50 | Carlo Mattrel         | 2                  | 0   | Italia               | UEFA           |
| 50 | Franco Brienza        | 2                  | 0   | Italia               | UEFA           |
| 50 | Salvatore Sirigu      | 2                  | 0   | Italia               | UEFA           |
| 50 | Kamil Glik            | 2                  | 0   | Polonia              | UEFA           |
| 50 | Édgar Barreto         | 2                  | 0   | Paraguay             | CONMEBOL       |
| 50 | Kyle Lafferty         | 2                  | 0   | Irlanda del Nord     | UEFA           |
| 50 | Souleymane Bamba      | 2                  | 0   | Costa d'Avorio       | CAF            |
| 50 | Zouhair Feddal        | 2                  | 0   | Marocco              | CAF            |
| 50 | Franco Vázquez        | 2                  | 0   | Italia               | UEFA           |
| 50 | Norbert Balogh        | 2                  | 0   | Ungheria             | UEFA           |
| 50 | Roland Sallai         | 2                  | 0   | Ungheria             | UEFA           |
| 50 | Toni Šunjić           | 2                  | 0   | Bosnia ed Erzegovina | UEFA           |
| 50 | Carlos Embalo         | 2                  | 1   | Guinea-Bissau        | CAF            |
| 50 | Emil Audero           | 2                  | 0   | Indonesia            | AFC            |
| 65 | Mariano González      | 1                  | 0   | Argentina            | CONMEBOL       |
| 65 | Andrea Caracciolo     | 1                  | 0   | Italia               | UEFA           |
| 65 | Aimo Diana            | 1                  | 0   | Italia               | UEFA           |
| 65 | Guillermo Giacomazzi  | 1                  | 0   | Uruguay              | CONEMBOL       |
| 65 | Fábio Simplicio       | 1                  | 0   | Brasile              | CONMEBOL       |
| 65 | Mauricio Pinilla      | 1                  | 0   | Cile                 | CONMEBOL       |
| 65 | Edgar Álvarez         | 1                  | 0   | Honduras             | CONCACAF       |
| 65 | Afriyie Acquah        | 1                  | 0   | Ghana                | CAF            |
| 65 | Carlos Labrín         | 1                  | 0   | Cile                 | CONMEBOL       |
| 65 | Michel Morganella     | 1                  | 0   | Svizzera             | UEFA           |
| 65 | Robin Quaison         | 1                  | 0   | Svezia               | UEFA           |
| 65 | Mato Jajalo           | 1                  | 0   | Croazia              | UEFA           |
| 65 | Aleš Matějů           | 1                  | 0   | Rep. Ceca            | UEFA           |

### Totale per Nazionale
|    | Nazionale            | Presenze | Convocati |
| -- | -------------------- | -------- | --------- |
| 1  | Italia               | 128      | 17        |
| 2  | Slovenia             | 52       | 5         |
| 3  | Macedonia del Nord   | 51       | 2         |
| 4  | Uruguay              | 47       | 4         |
| 5  | Australia            | 29       | 1         |
| 6  | Romania              | 27       | 4         |
| 7  | Argentina            | 19       | 3         |
| 8  | Marocco              | 18       | 2         |
| 8  | Polonia              | 18       | 3         |
| 8  | Bulgaria             | 18       | 1         |
| 11 | Costa Rica           | 17       | 1         |
| 12 | Norvegia             | 16       | 1         |
| 13 | Bosnia ed Erzegovina | 14       | 3         |
| 14 | Serbia               | 11       | 1         |
| 14 | Danimarca            | 11       | 1         |
| 16 | Svezia               | 10       | 2         |
| 17 | Svizzera             | 9        | 2         |
| 18 | Stati Uniti          | 7        | 1         |
| 19 | Nigeria              | 6        | 1         |
| 19 | Georgia              | 6        | 1         |
| 19 | Israele              | 6        | 1         |
| 19 | Mali                 | 6        | 1         |
| 23 | Albania              | 5        | 1         |
| 24 | Ungheria             | 4        | 2         |
| 24 | Finlandia            | 4        | 1         |
| 26 | Sierra Leone         | 3+       | 1         |
| 26 | Grecia               | 3        | 1         |
| 28 | Turchia              | 2        | 1         |
| 28 | Cile                 | 2        | 2         |
| 28 | Paraguay             | 2        | 1         |
| 28 | Irlanda del Nord     | 2        | 1         |
| 28 | Costa d'Avorio       | 2        | 1         |
| 28 | Guinea-Bissau        | 2        | 1         |
| 28 | Indonesia            | 2        | 1         |
| 35 | Brasile              | 1        | 1         |
| 35 | Croazia              | 1        | 1         |
| 35 | Ghana                | 1        | 1         |
| 35 | Honduras             | 1        | 1         |
| 35 | Rep. Ceca            | 1        | 1         |